# Marianum (beeld)

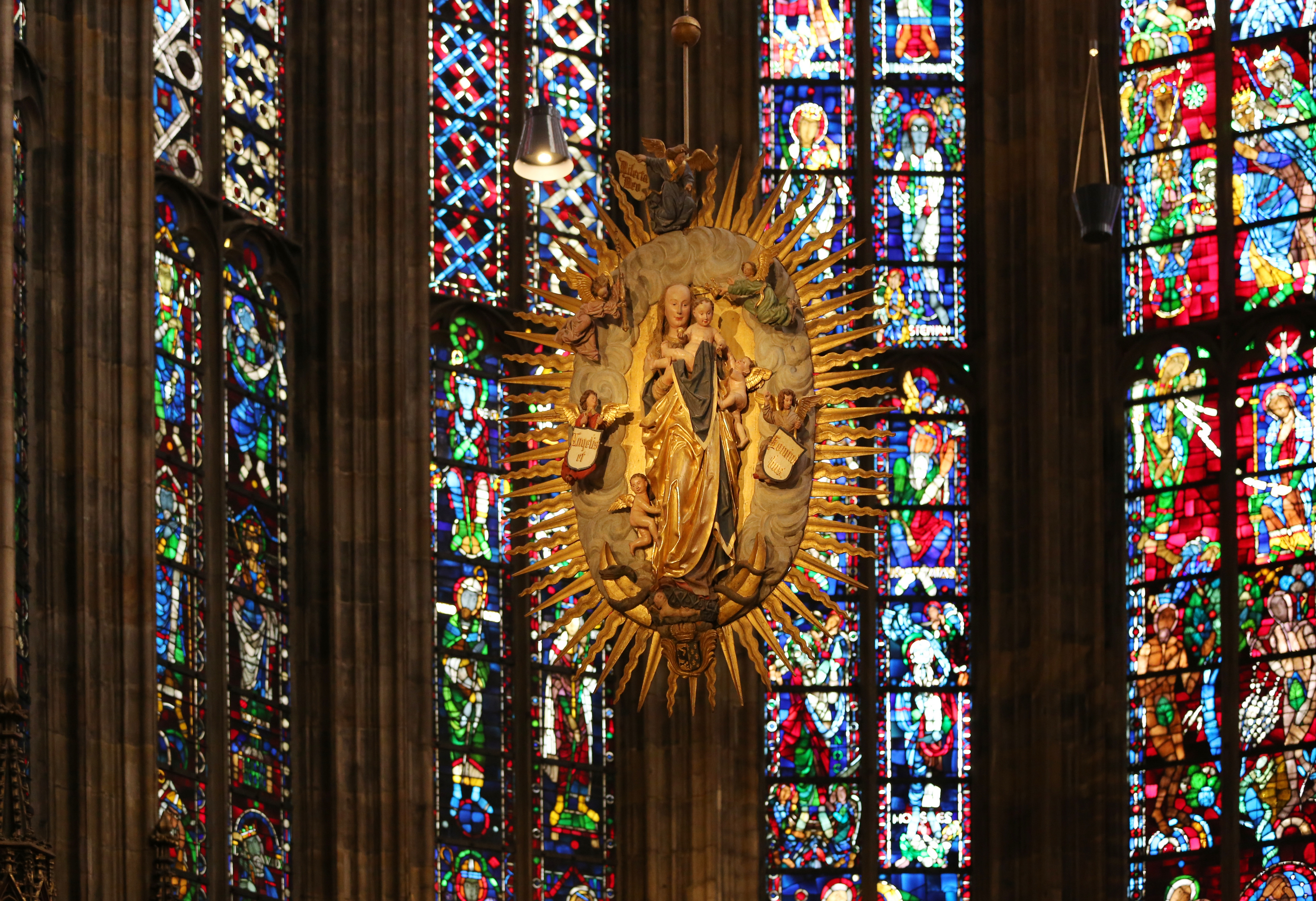
Marianum van Jan van Steffeswert in de Dom van Aken

Een Marianum is een beeldhouwwerk bestaande uit twee ruggelings tegen elkaar geplaatste Mariabeelden, veelal omgeven door een krans van stralen, soms ook van bloemen in de vorm van een rozenkrans. In dat laatste geval spreekt men van een rozenkransmadonna. De Mariabeelden bestaan meestal uit twee identieke, maar gespiegelde helften, die precies op elkaar passen, zodat niets van de achterkant zichtbaar is. Maria draagt op beide beelden het Christuskind en staat meestal op de maansikkel of op de wolken. 

## Verwijzingen
De voorstelling is gebaseerd op een passage uit het Bijbelboek Openbaring van Johannes:
En er verscheen een groot teken in de hemel: een vrouw, bekleed met de zon, en de maan was onder haar voeten en op haar hoofd een kroon van twaalf sterren.— Openbaring 12,1
Ook kunnen zon en maan verwijzen naar de bruid in een passage uit het Bijbelboek Hooglied:
Wie rijst daar op als de dageraad, schoon als de maan, stralend als de zon ...— Hooglied, Hoofdstuk 6, vers10 (Willibrord vertaling, 1977)

## Plaatsing in de kerk
Een Marianum hangt aan het gewelf van de kerk, meestal halverwege het kerkschip, zodat het van beide zijden te zien is. Het wordt gezien als tegenhanger van het Triomfkruis dat op de scheiding van koor en schip vanuit het gewelf neerhangt. Het midden in het schip hangende Marianum, is gericht op het oosten en het westen. Maria, zo verschijnend, is het symbolische middelpunt van kerk en christelijke leven.

## Tijdsperiode
De meeste van deze werken dateren uit de late vijftiende en de zestiende eeuw. De verspreiding van dit soort voorstellingen wordt gerelateerd aan prediking van de rozenkrans door de dominicanen.

## Verspreiding
Marianums komen vooral voor in de laatgotische periode in het Luiks-Limburgse Maasland, in Nederland en in Duitsland.

### Nederland
- Deurne
- Het Marianum in de Sint-Petrus' Banden Kerk te Venray is een eikenhouten Nederrijnse houtsculptuur van 232 cm hoog. Het dubbelbeeld van Maria op de maansikkel is 162 cm hoog. Het Christuskind heeft een vogel in zijn handjes. Dit vogeltje symboliseert de ziel van de mens die door het lijden van Christus verlost wordt.[1]
- Horst
- Neer
- Van het Marianum van de Sint-Servaasbasiliek in Maastricht is alleen het naar het westen gekeerde beeld bewaard gebleven; de andere helft werd in de 19e eeuw aangevuld.
- De Sint-Michaëlskerk in Thorn bezit twee Marianums, een met en een zonder stralenkrans, waarvan de laatste wordt toegeschreven aan het atelier van de Meester van Elsloo.
- In het Museum Catharijneconvent in Utrecht hangt een Maaslands rozenkransmadonna die wordt toegeschreven aan de Meester van Elsloo (ABM bh606, bruikleen parochie O.L.V. Koningin van de Vrede, Amsterdam)
- In de Sint-Nicolaaskerk van Helvoirt hangt een modern, koperen Marianum (G. Cordang, 1930), dat in plaats van twee ruggelings geplaatste voorzijden een voor- en achterzijde van Maria toont.

### België
- Neeroeteren in de Sint-Lambertuskerk
- In Zoutleeuw hangt er een rozenkransmadonna in de Sint-Leonarduskerk. De rozenkrans is onderbroken door de vijf wonden van Christus. In tegenstelling tot het Marianum in Neeroeteren, is het Leeuwse exemplaar gepolychromeerd. Deze grotendeels neogotische polychromie dateert uit de 19e eeuw. Op het voetstuk staan de wapenschilden van de families Cleynen en Bellen. Volgens de kerkrekeningen werd deze sculptuur in de Sint-Leonarduskerk opgehangen in 1534.[2]
- In Luik hangt een stenen Marianum op de kruising tussen het transept en de hoofdbeuk van de Sint-Jakobskerk.

### Duitsland
De Marianums in Duitsland geven soms een bepaalde scene uit het Marialeven weer, bv. de Annunciatie, zoals Veit Stoss' beroemde lindenhouten Engelsgruss in de Sint-Laurentiuskerk te Neurenberg.
Het Marianum in het koor van de Dom van Aken werd in 1524 gesigneerd door Jan van Steffeswert. 
Het exemplaar in Kalkar in de Sint-Nicolaikerk wordt gecombineerd met een kroonluchter

## Galerij

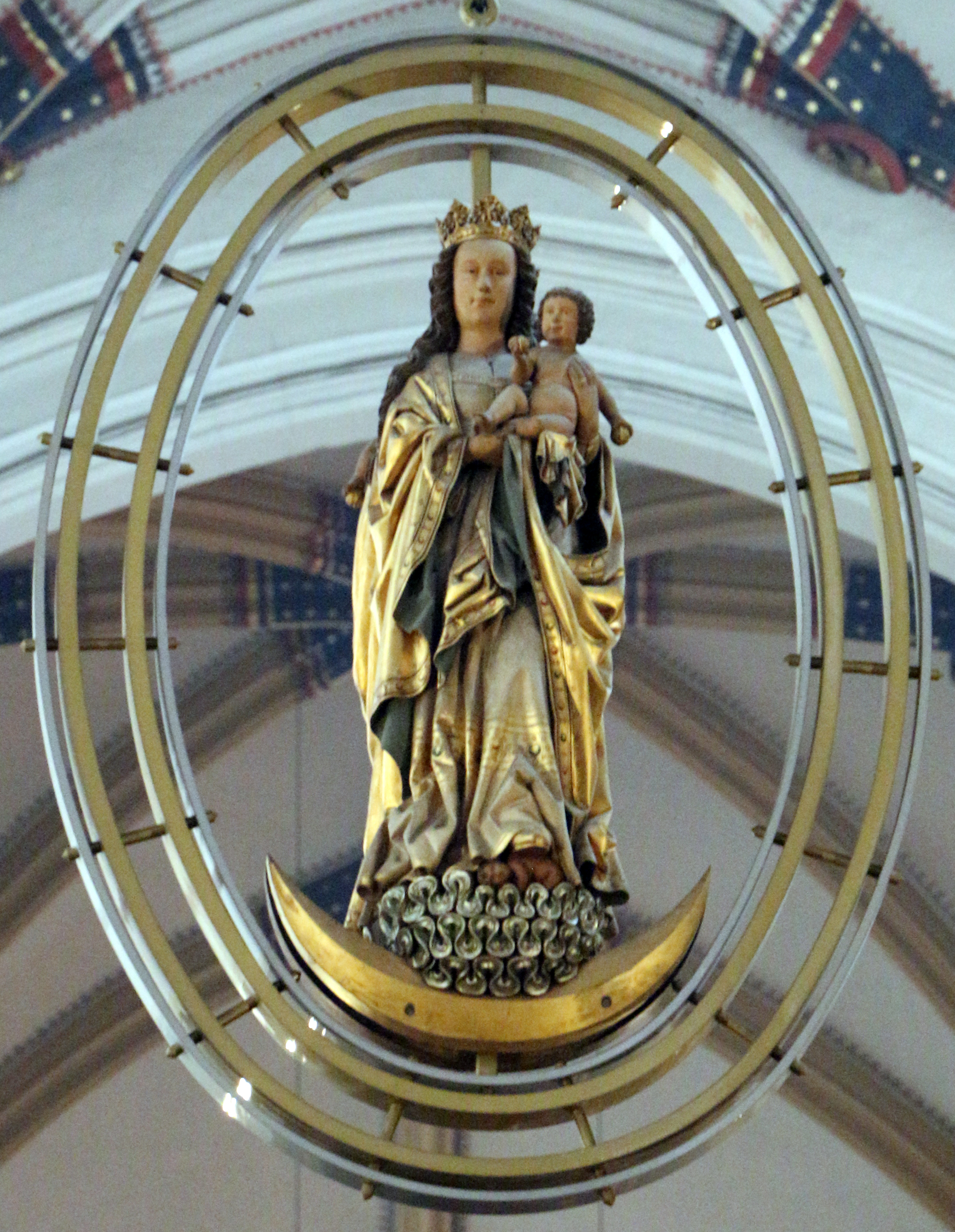
Maastricht
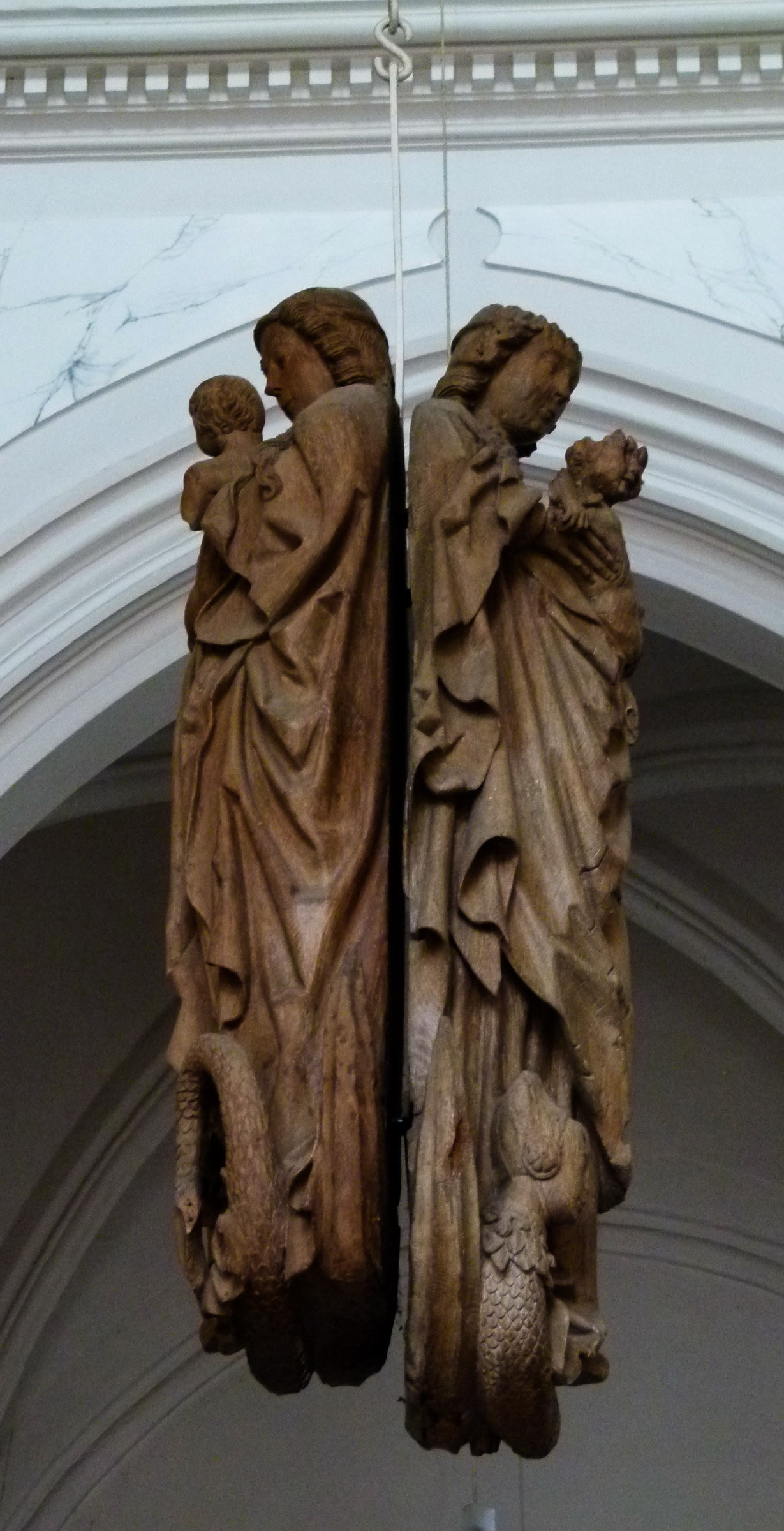
Thorn
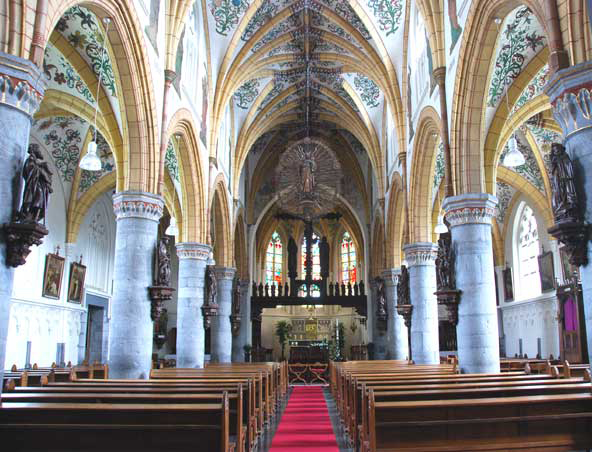
Neeroeteren
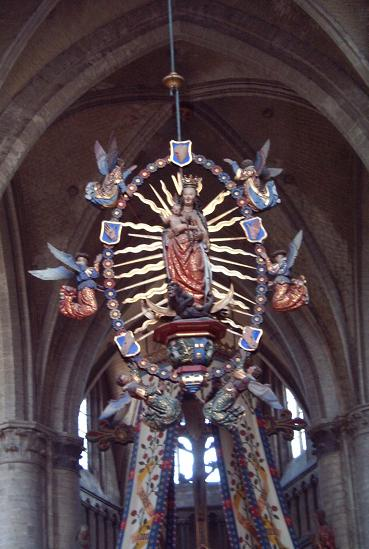
Zoutleeuw
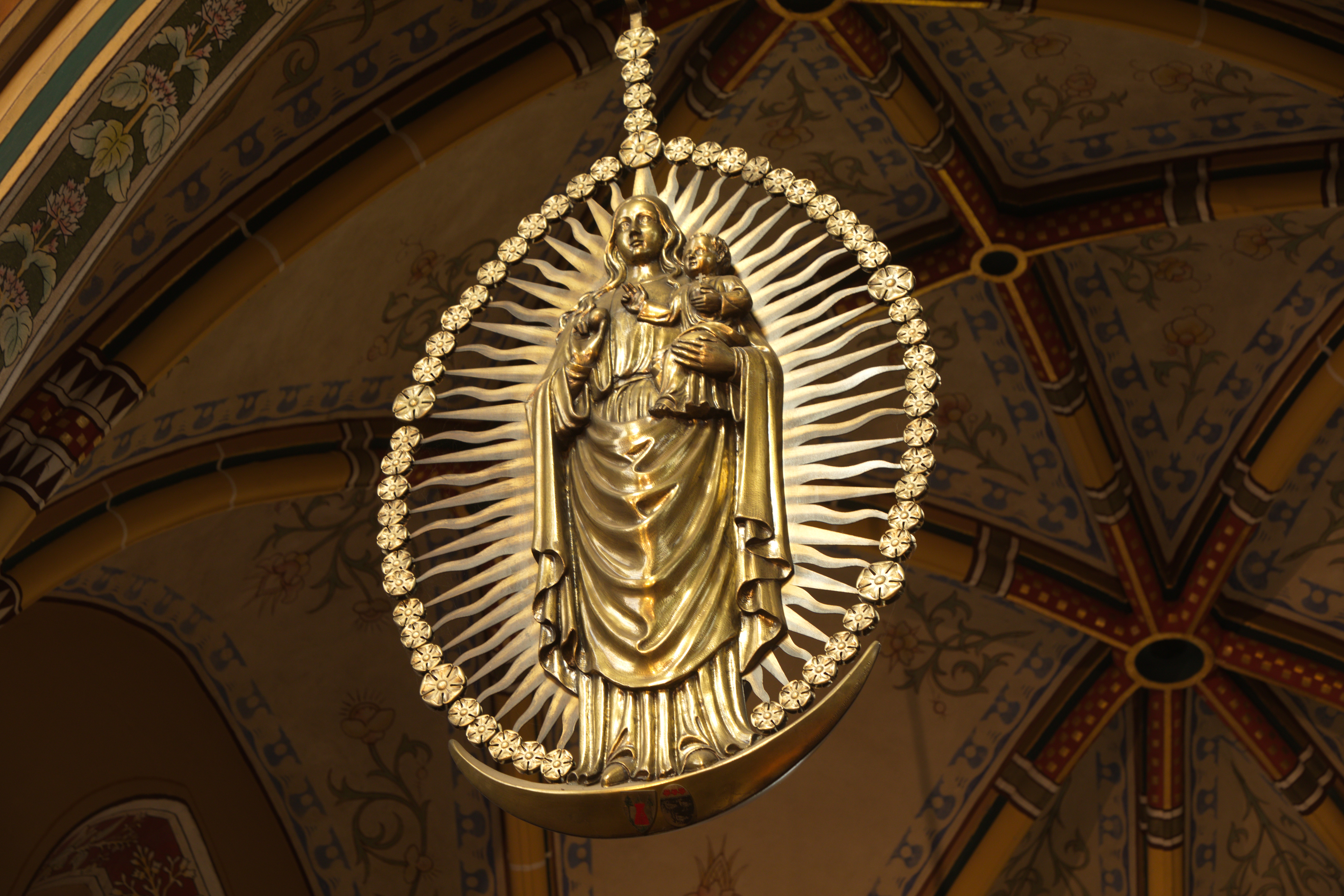
Helvoirt
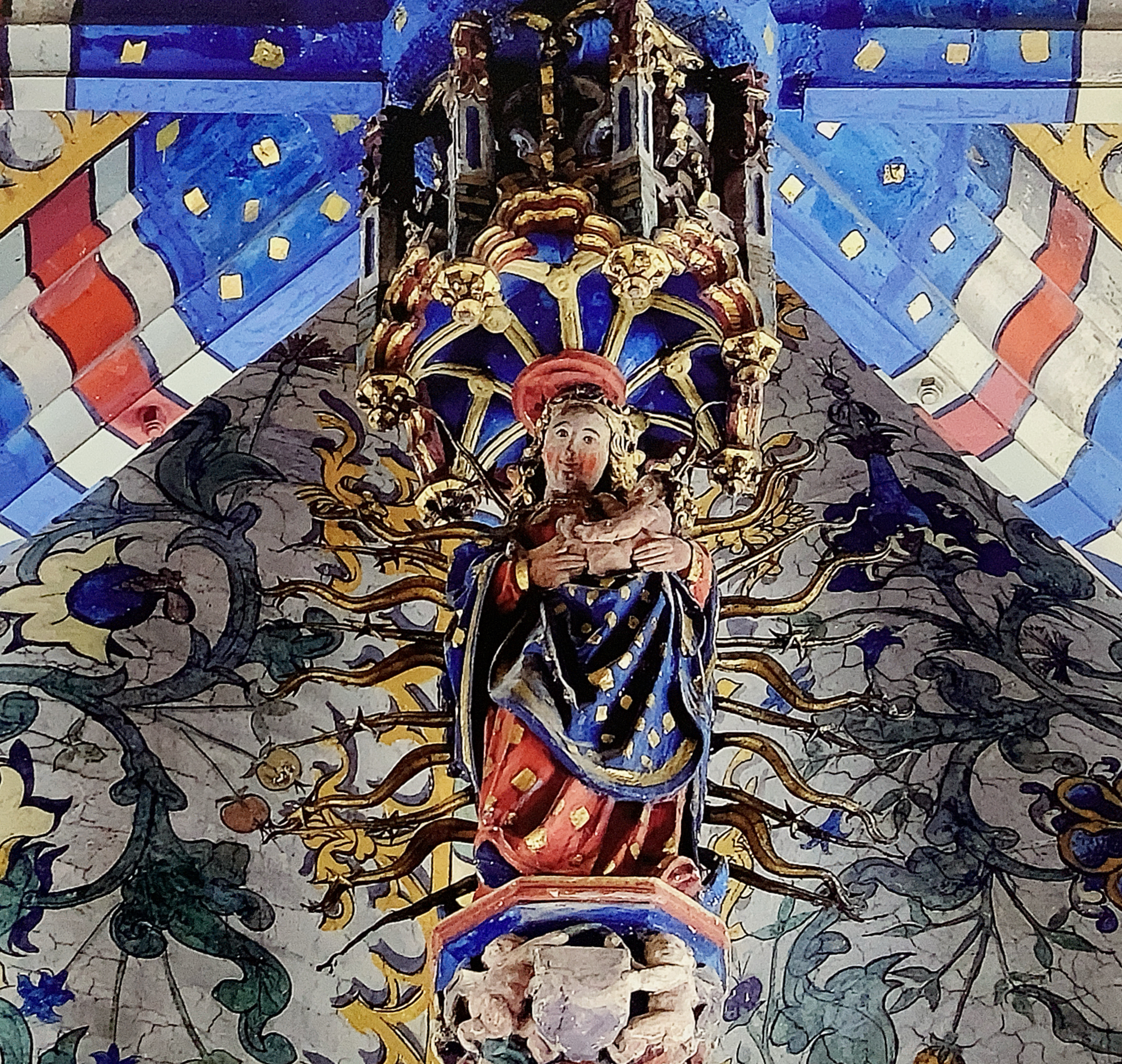
Sint-Jakobskerk in Luik